# دیداک ویا
دیداک ویا (اسپانیایی: Dídac Vilà‎؛ زادهٔ ۹ ژوئن ۱۹۸۹) بازیکن فوتبال اهل اسپانیا است.
از باشگاه‌هایی که در آن بازی کرده‌است می‌توان به رئال وایادولید، تیم ملی فوتبال کاتالونیا، اسپانیول، آ.ث. میلان، ایبار، اسپانیول، رئال بتیس، آ. ا. ک آتن، تیم ملی فوتبال زیر ۲۳ سال اسپانیا، و اسپانیول اشاره کرد.
وی همچنین در تیم‌های ملی فوتبال Spain U19 Spain U20 Spain U21 Spain U23 Catalonia بازی کرده‌است.